# Catedral de Magdeburgo
La catedral de Magdeburgo, oficialmente catedral de los santos Mauricio y Catalina (en alemán: Magdeburger Dom; Dom zu Magdeburg St. Mauritius und Katharina), fue una de las primeras catedrales góticas de Alemania. Con una altura de sus torres de 99,25 y 100,98 m, respectivamente, es una de las catedrales más altas en la antigua República Democrática Alemana. La catedral se encuentra en la ciudad de Magdeburgo, capital del estado federado de Sajonia-Anhalt, en Alemania, y en ella se halla también la tumba de Otón I de Alemania.
La primera iglesia construida en el año 937 sobre la localización de la actual catedral fue la abadía de San Mauricio, dedicada a San Mauricio. Las obras de construcción de la actual catedral duraron algo más de 300 años, desde el inicio en 1209 hasta la finalización de los capiteles en 1520. A pesar de haber sido saqueada en diversas ocasiones, es rica en arte, que abarca desde la Edad Media hasta el Arte contemporáneo.

## Historia

### Construcción primitiva

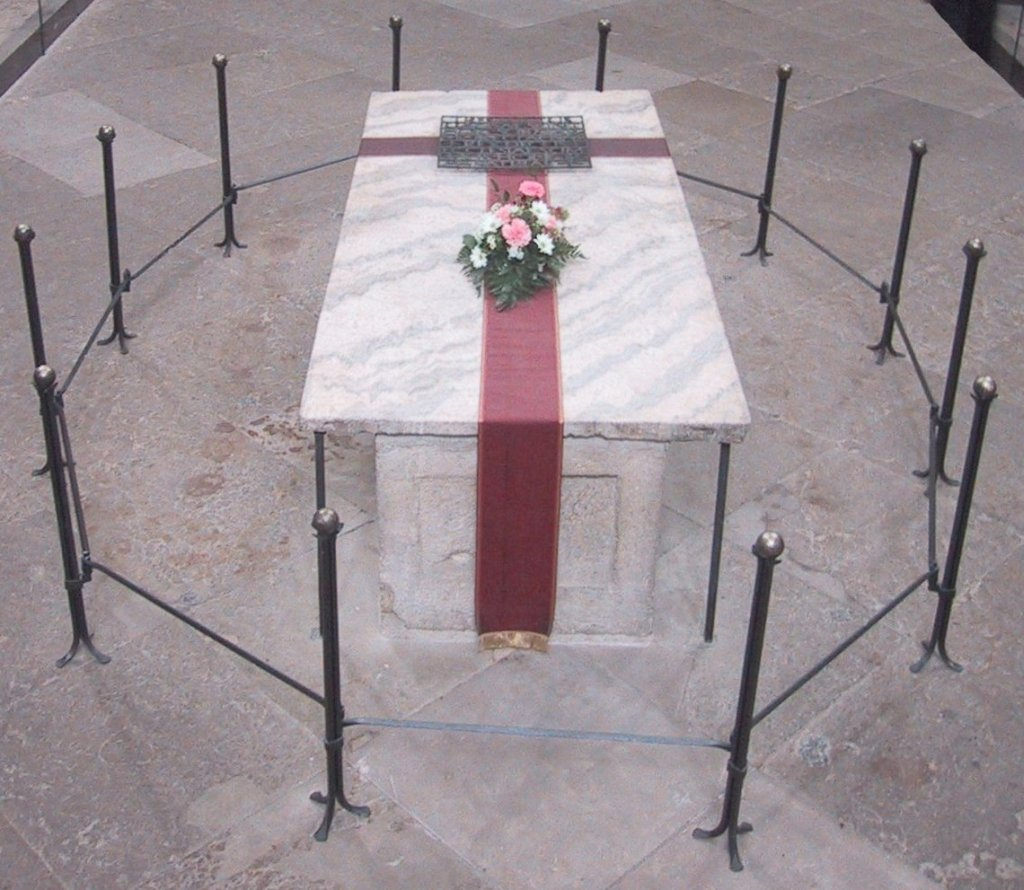
Tumba de Otón el Grande, primer emperador del Sacro Imperio Romano Germánico.

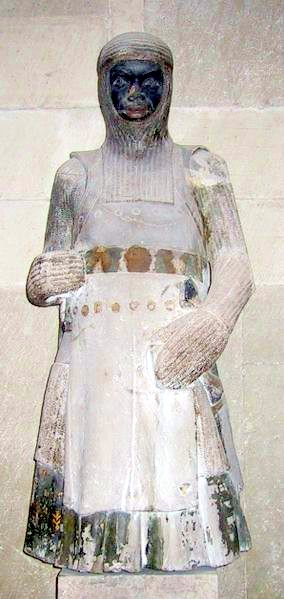
Imagen de San Mauricio en la catedral.

La primera iglesia, fundada el 21 de septiembre de 937 en la misma localización que la actual catedral, fue la abadía de San Mauricio (St. Moritz), dedicada a San Mauricio y financiada por el emperador Otón I el Grande, quien promovió grandes obras que ahora se engloban en la llamada arquitectura otoniana. Otón quiso demostrar su poder político tras la victoria en la Batalla de Lechfeld en 955 y ordenó la construcción aún antes de su coronación como Emperador en 962. Además, para apoyar su candidatura como sucesor del emperador del Imperio Romano de Occidente (Weströmisches Reich), obtuvo un gran número de antigüedades, como por ejemplo pilares para ser usados en la construcción del templo. Muchas de aquellas antigüedades fueron posteriormente utilizadas para edificar el segundo templo en 1209. Lo más probable es que la iglesia primitiva tuviera una nave con cuatro capillas laterales, una anchura de 41 m y una longitud de 80 m. La altura se estima superior a los 60 m.
La esposa de Otón, la reina Edith, fue sepultada en el templo tras su muerte en 946. El templo fue ampliado en 955. A partir de aquel momento, el templo pasó a ser una catedral. En 968, el emperador Otón eligió Magdeburgo como sede de una archidiócesis, el arzobispado de Magdeburgo, con Adalberto de Tréveris como arzobispo, aun cuando la ciudad no se encontraba en el centro del reino, sino en la frontera oriental. Los motivos para esta decisión hay que buscarlos en la intención de ampliar el reino y la cristiandad hacia el este, hacia lo que actualmente es Eslovaquia. Sin embargo, este plan no pudo llevarse a cabo, ya que el emperador murió en 973 en la ciudad de Memleben, siendo sepultado en la catedral junto a su esposa.
La catedral de San Mauricio fue destruida por completo durante un incendio de la ciudad el Viernes Santo de 1207. Todo excepto el ala sur del claustro fue arrasado por las llamas. El arzobispo Albrecht II von Kefernburg decidió derribar los muros que se mantenían en pie y construir una nueva catedral, a pesar de la oposición de parte de la población de la ciudad. Tan solo el muro sur del claustro fue respetado y aún hoy continúa formando parte de la actual catedral. La localización exacta del antiguo templo fue desconocida durante muchos años hasta que los cimientos fueron encontrados en mayo de 2003, revelando las medidas de la anterior catedral. La vieja cripta ha sido excavada y puede ser visitada por el público.
La plaza frente a la catedral, normalmente llamada "la nueva plaza del mercado" (Neuer Markt), estaba ocupada por un palacio imperial que fue destruido por el fuego en 1207. Las piedras de las ruinas se utilizaron para construir la catedral. Los presuntos restos del palacio fueron excavados en la década de 1960.

### Construcción del actual edificio

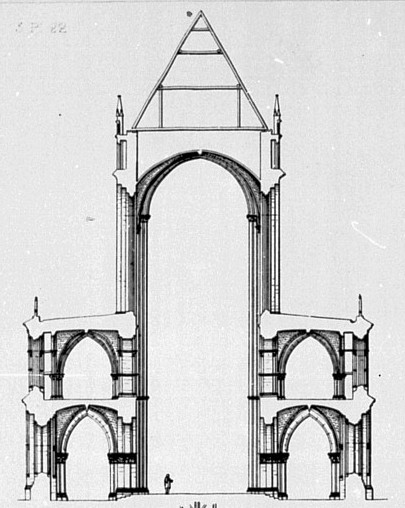
Sección transversal de la catedral.

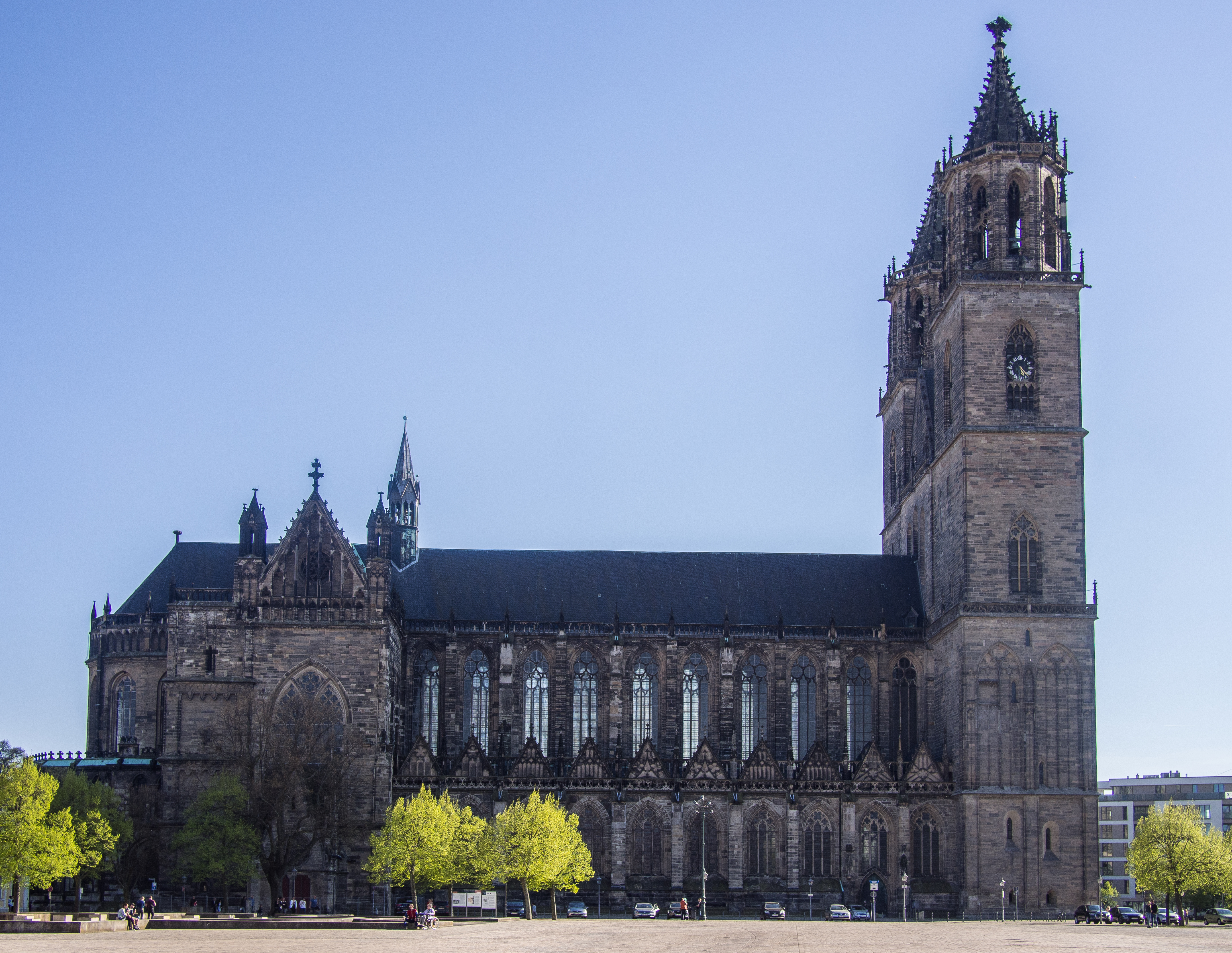
Vista lateral de la catedral

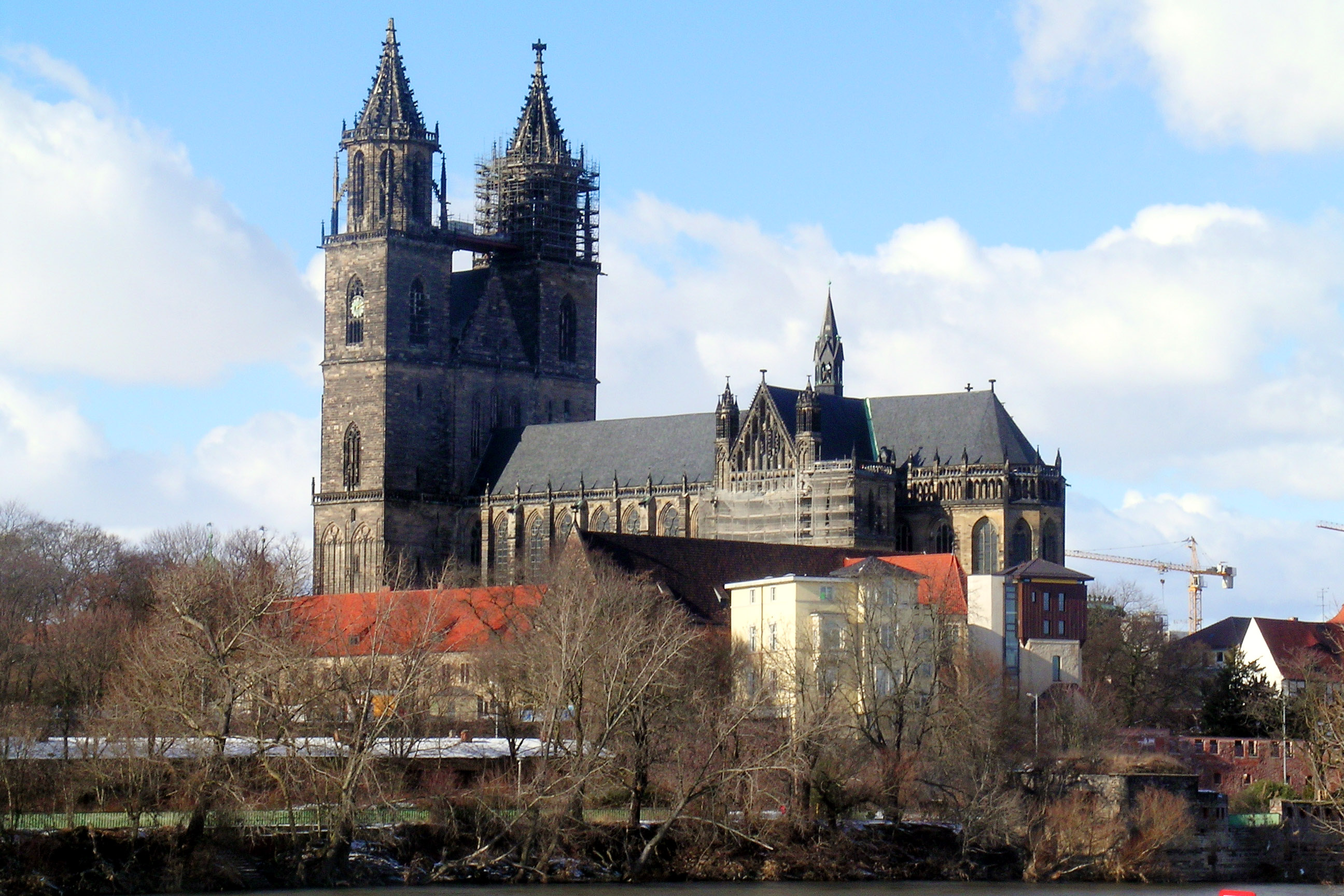
Vista posterior de la catedral en invierno.

Debido a que el arzobispo Albrecht von Kefernburg había estudiado en Francia e Italia, tenía conocimiento de la nueva arquitectura gótica que se desarrollaba en Francia, pero que aún era totalmente desconocida en Alemania, lo que le llevó a construir la nueva catedral en el nuevo estilo francés. Los constructores y obreros no conocían este nuevo estilo, lo que supuso un inconveniente para su construcción, ya que tuvieron que aprenderlo de forma lenta y progresiva. La construcción del coro empezó en 1209, tan solo dos años después del incendio que arrasó la primera catedral. Por lo tanto, el coro fue construido aún en estilo románico, usando inicialmente bóvedas de arista combinadas con elementos góticos.
La influencia del gótico aumentó sobre todo entre 1235 y 1260 bajo el mandato del arzobispo Wilbrand. Dado que la construcción fue supervisada por numerosas personas en el transcurso de trescientos años, se produjeron numerosos cambios sobre el plan original, y el tamaño de la catedral aumentó considerablemente. Los habitantes de Magdeburgo no estuvieron siempre felices con estas decisiones, puesto que debían costear la construcción. En algunas ocasiones, muros o pilares ya construidos eran derribados para cumplir con los deseos del supervisor al cargo en aquel momento.
La construcción se detuvo en 1274. En 1325 el arzobispo Burchard III von Schraplau fue asesinado por los ciudadanos de Magdeburgo a causa de los elevados impuestos. La tradición dice que lo que provocó la ira fue el impuesto sobre la cerveza. Tras esto la ciudad fue castigada y la construcción de la catedral solo pudo ser retomada tras la donación de cinco altares como expiación. La construcción estuvo supervisada por el arzobispo Otto von Hesse, quien fue capaz de concluir el interior del templo y de abrir formalmente la catedral en 1363 con unas celebraciones de una semana de duración. La catedral fue dedicada no solo a San Mauricio como la anterior, sino también a Santa Catalina.
En 1360, las obras pararon de nuevo tras cubrir provisionalmente las partes inacabadas. En 1477 la construcción se reanudó bajo la supervisión del arzobispo Ernst von Sachsen, incluyendo la construcción de las dos torres. Las torres fueron construidas por el maestro Bastian Binder, el único maestro de la catedral del que se conoce su nombre. La construcción de la catedral se completó en 1520 con la colocación de la cruz ornamental en la torre norte.

### La Reforma protestante, las Guerras de religión y la invasión napoleónica

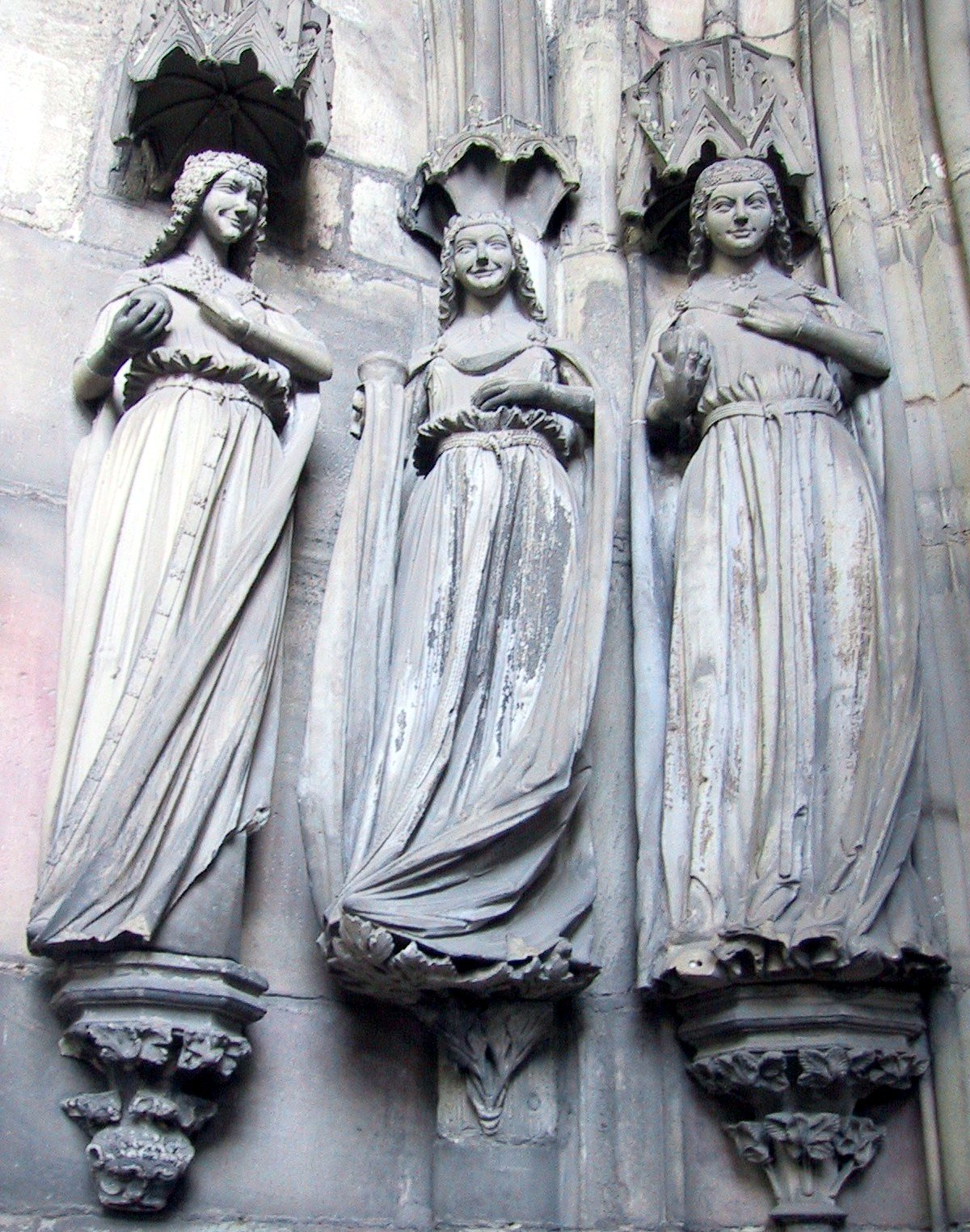
Tres de las cinco vírgenes sabias mostrando su alegría.

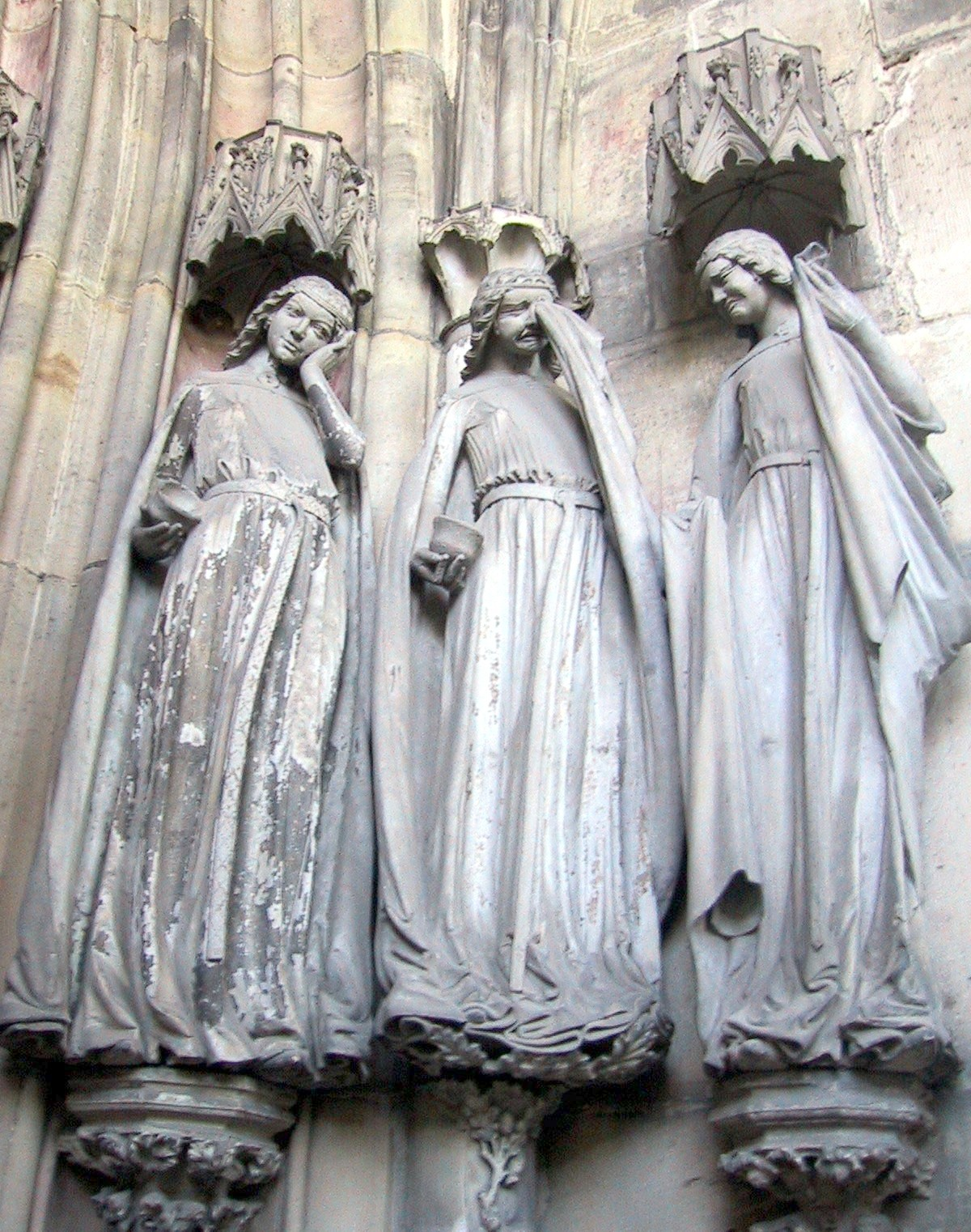
Tres de las cinco vírgenes necias mostrando su desconsuelo.

El 31 de octubre de 1517, Martín Lutero fijó sobre la puerta de la Iglesia del Castillo de Wittenberg, en Alemania, sus 95 tesis, con lo que empezó la Reforma protestante. Lutero predicó en Magdeburgo en 1524 y esto provocó que numerosas iglesias de la ciudad se convirtieran al protestantismo. La impopularidad del arzobispo Albrecht von Brandenburg contribuyó a la propagación de la nueva corriente religiosa en la ciudad, y tras su muerte en Maguncia en 1545 no hubo sucesor en la sede. Magdeburgo se convirtió en un centro líder de la Reforma, lo que provocó que el Emperador Carlos V la declarara proscrita. La Iglesia católica decidió guardar los tesoros de la catedral en Aschaffenburg para resguardarlos de una posible destrucción por los luteranos. Sin embargo, el tesoro se perdió finalmente a manos de las tropas suecas durante los enfrentamientos de la Guerra de los Treinta Años. Los sacerdotes de la catedral también se convirtieron al protestantismo y el primer domingo de Adviento de 1567 se celebró el primer culto protestante en la catedral.
Durante la Guerra de los Treinta años (1618-1648), la ciudad fue asaltada y tan solo 4000 ciudadanos lograron sobrevivir a la serie de asesinatos, violaciones y saqueos a los que fue sometida la ciudad (Saqueo de Magdeburgo) gracias a que solicitaron refugio en el interior del templo. El pastor principal, Reinhard Bakes, suplicó por la vida de sus fieles a Johann Tserclaes, conde de Tilly. La catedral sobrevivió a los incendios que sufrió la ciudad y fue dedicada nuevamente al culto católico. Sin embargo, tras la salida de Magdeburgo de las tropas católicas del conde de Tilly, la catedral fue saqueada y las coloridas vidrieras destruidas. La ciudad de Magdeburgo perdió 20 000 ciudadanos durante la guerra, que acabó con tan solo 400 habitantes. La ciudad pasó a formar parte de Brandeburgo y fue transformada en una fortaleza.
En 1806 Magdeburgo cayó en manos de Napoleón y la catedral fue usada como almacén, establo de caballos y corral de ovejas. La ocupación francesa terminó en 1814, y entre 1826 y 1834 Federico Guillermo III de Prusia financió las tan necesarias reparaciones y reconstrucción de la catedral. Las vidrieras fueron todas repuestas en 1900.

### ElsigloXX
La catedral no recibió daño alguno durante la Primera Guerra Mundial, pero los frecuentes bombardeos aliados durante la Segunda Guerra Mundial destruyeron nuevamente las vidrieras. Durante el intensísimo bombardeo del 16 de enero de 1945, una bomba cayó sobre la parte occidental de la catedral, derrumbando un muro y destruyendo el órgano y otras partes del edificio. Afortunadamente las brigadas antiincendios lograron controlar y extinguir el incendio antes de que dañara las estructuras del tejado, por lo que los daños sufridos solo fueron moderados. La catedral fue abierta de nuevo en 1955 y en 1969 se instaló en un lugar distinto al anterior el nuevo órgano, de menores dimensiones.
Al crearse el estado socialista de la República Democrática Alemana en 1949, la ciudad pasó a la esfera de influencia soviética. Los líderes comunistas intentaron suprimir la religión por considerarla una amenaza para el sistema. Sin embargo, la religión no pudo ser erradicada y a partir de 1983 se recitaban semanalmente oraciones por la paz frente del Magdeburger Ehrenmal, una escultura de Ernst Barlach. Esto condujo a las famosas Manifestaciones de los Lunes en 1989 en Leipzig y Magdeburgo, que jugaron un importante rol en la posterior unificación de Alemania.
En 1983 el gobierno de la R.D.A. comenzó unas obras de reconstrucción y ya en 1990 se colocó por primera vez en una catedral de la Alemania del Este una instalación de energía solar fotovoltaica para proporcionar energía a la misma catedral o incluso a la red general. La potencia instalada asciende a 418 vatios. En 2004 terminó una recolecta de fondos que empezó en 1997 para un nuevo órgano, habiéndose recaudado dos millones de euros. La construcción del nuevo órgano de 36 toneladas de peso se encargó a una empresa de Potsdam, y cuenta con 93 registros y aproximadamente 5000 tubos. Según el plan previsto, el órgano debería haber sido terminado en 2007 y podría ser utilizado en 2008.
El Magdeburger Ehrenmal es de nuevo el punto de inicio de numerosas manifestaciones de los lunes, aunque en esta ocasión estas manifestaciones tienen como propósito luchar contra las reformas sociales del gobierno que intentan reducir el gasto social. Sin embargo, dichas manifestaciones son de una escala mucho menor si las comparamos con las que se organizaban en 1989 y suelen tener un carácter propagandístico.

## Arquitectura

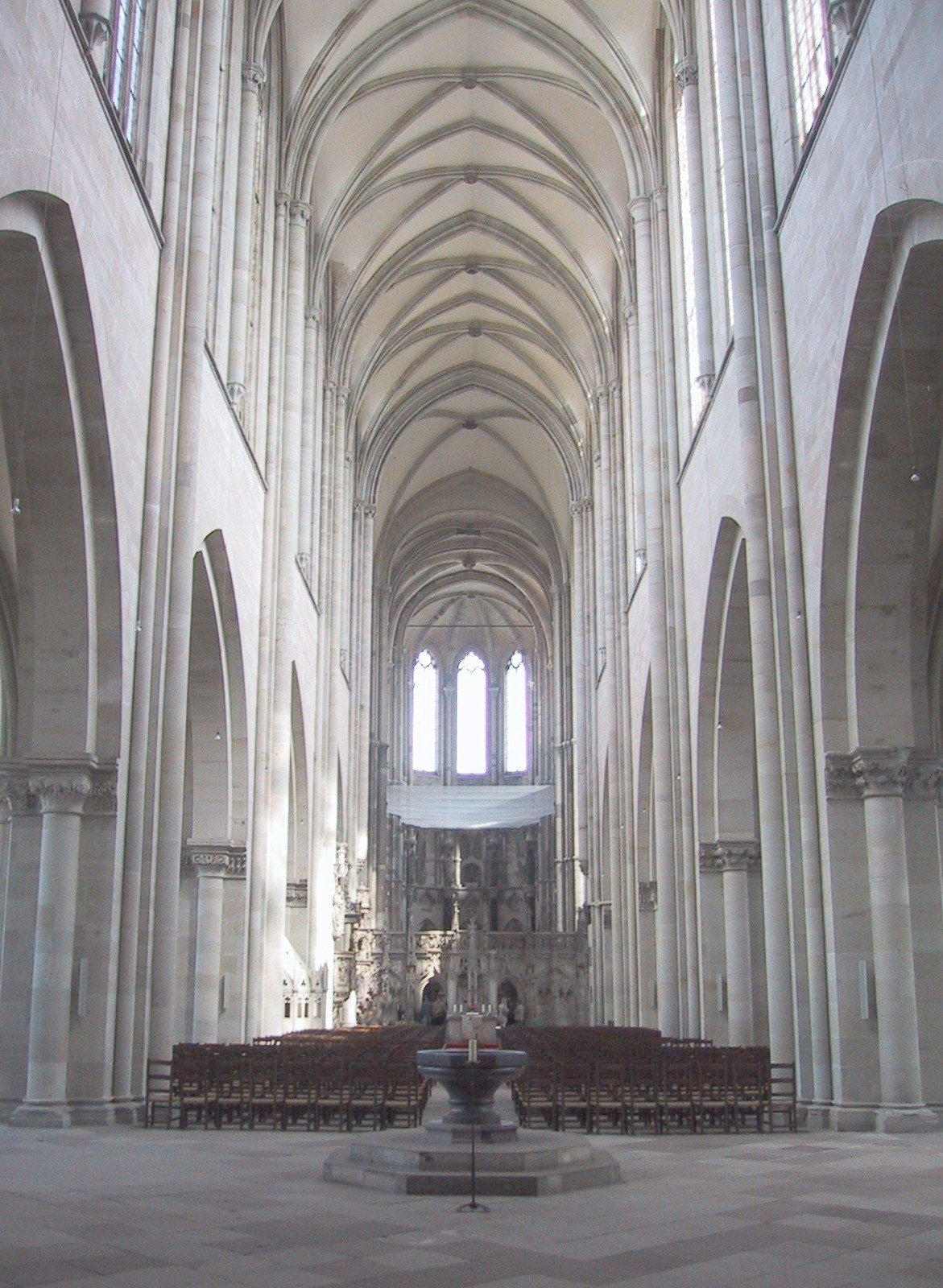
Interior de la catedral mirando hacia el este.

La actual catedral fue construida durante un periodo de unos trescientos años, empezando en 1209 y terminando con la colocación de las agujas o chapiteles en 1520. Puesto que la arquitectura gótica había sido desarrollada en Francia durante el siglo XII, no había ejemplos previos de este tipo de arquitectura en Alemania, por lo que los artesanos locales no estaban aún familiarizados con este nuevo estilo. Por lo tanto, los constructores de la catedral se familiarizaron y aprendieron las claves de este nuevo estilo a medida que avanzaba la construcción, hecho que se puede observar en pequeños cambios arquitectónicos a lo largo de todo el periodo de construcción. La construcción empezó por el presbiterio, en la parte oriental del templo, cerca del río Elba y terminó con la parte superior de las torres. Este santuario muestra una marcada influencia del estilo románico. A diferencia del resto de las catedrales góticas, la de Magdeburgo no tiene arbotantes para reforzar el apoyo en los muros.
La catedral tiene una longitud interior de 120 m y una altura hasta el tejado de 32 m. Sin embargo, las dos torres alcanzan una altura de 99,25 y 100,98 m, siendo las torres de iglesia más altas de toda la antigua R.D.A. La catedral dispone de una nave central y dos laterales con un transepto. Cada uno de los lados del transepto dispone de una entrada, conduciendo la del lado sur al claustro. La altura hasta el techo en la nave central es mayor que en las naves laterales, permitiendo a las ventanas del triforio proporcionar luz a la nave central. Cuenta con un nártex separado en la parte occidental. La sacristía en el este está separada de la nave por un muro de piedra, haciendo a su vez la función de separación entre la nave y el ábside. El ábside está a su vez rodeado por una girola. Una construcción secundaria alrededor del gran claustro de forma no rectangular está conectada con el lado sur de la catedral. El claustro, cuyo muro sur sobrevivió al incendio de 1207 y proviene de la iglesia original, es, como el claustro original, paralelo a la iglesia que sufrió el incendio. Como la actual catedral fue construida con un ángulo distinto al de la original, el claustro mantiene un ángulo extraño con esta.
En la ciudad de Magdeburgo, el terreno en las proximidades al río Elba es blando, por lo que es difícil construir edificios de gran altura. Por ello la catedral se edificó sobre una enorme roca del subsuelo, único punto sobre el que poder levantar un edificio de aquella altura. La roca es conocida con el nombre alemán de Domfelsen y es visible cuando el nivel del río Elba es suficientemente bajo. En la antigüedad, un nivel del río demasiado bajo significaba una mala cosecha, por lo que la roca también es conocida como Hungerfelsen, que significa roca del hambre. En todo caso, la roca no era lo suficientemente grande como para poder construir sobre ella toda la catedral, por lo que en el extremo occidental tan solo la torre norte pudo tener los cimientos sobre la sólida roca, mientras que la torre sur permanece sobre el suelo blando. Para reducir el peso de la torre sur, esta carece totalmente de escaleras u otros componentes en su interior. Las pesadas campanas están todas alojadas en la torre norte, que sí puede soportar este incremento de peso. No obstante, la torre sur es ligeramente más alta que la norte y se intentó corregir visualmente este hecho añadiendo una cruz ornamental sobre la torre norte.

## Arte

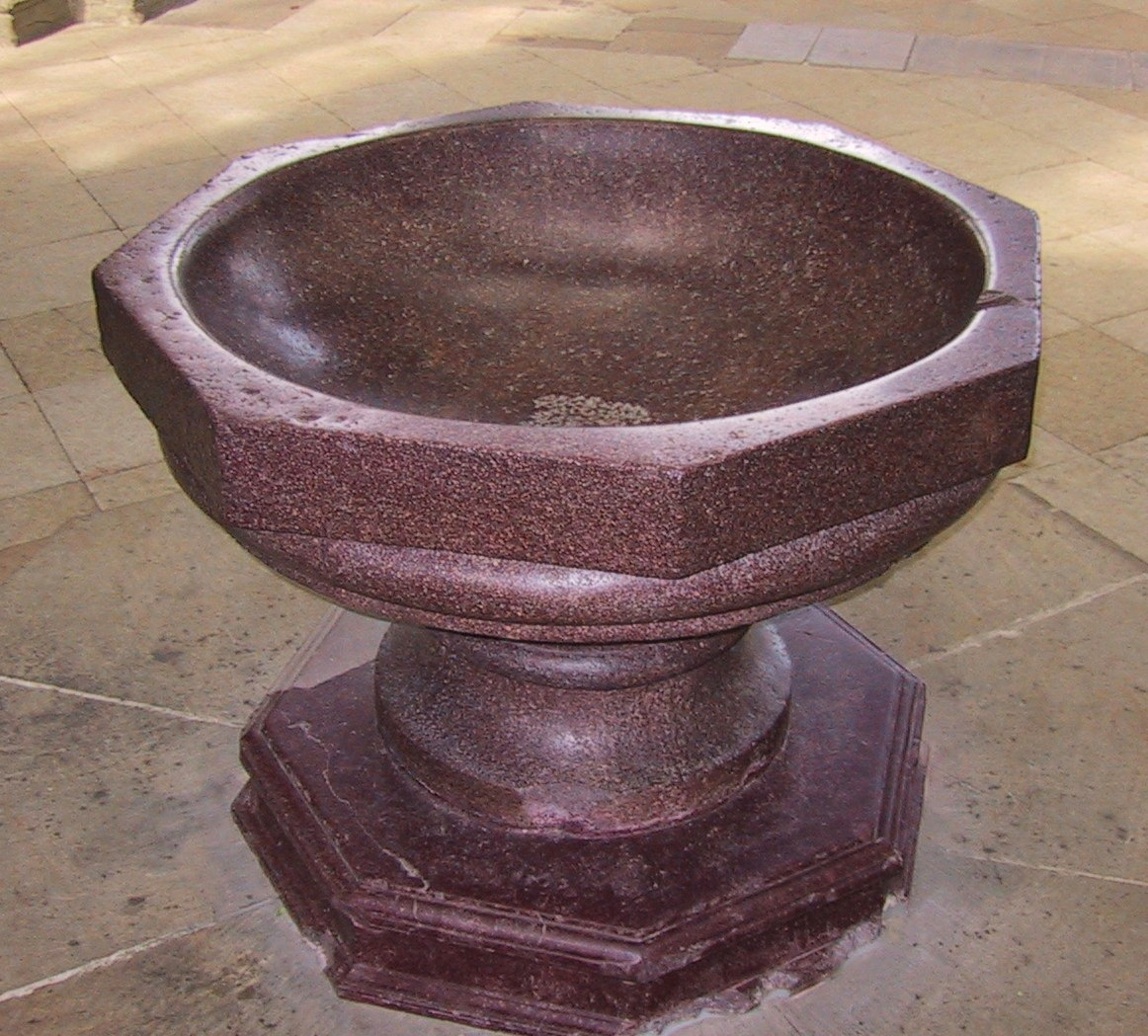
Pila bautismal de pórfido rosa.

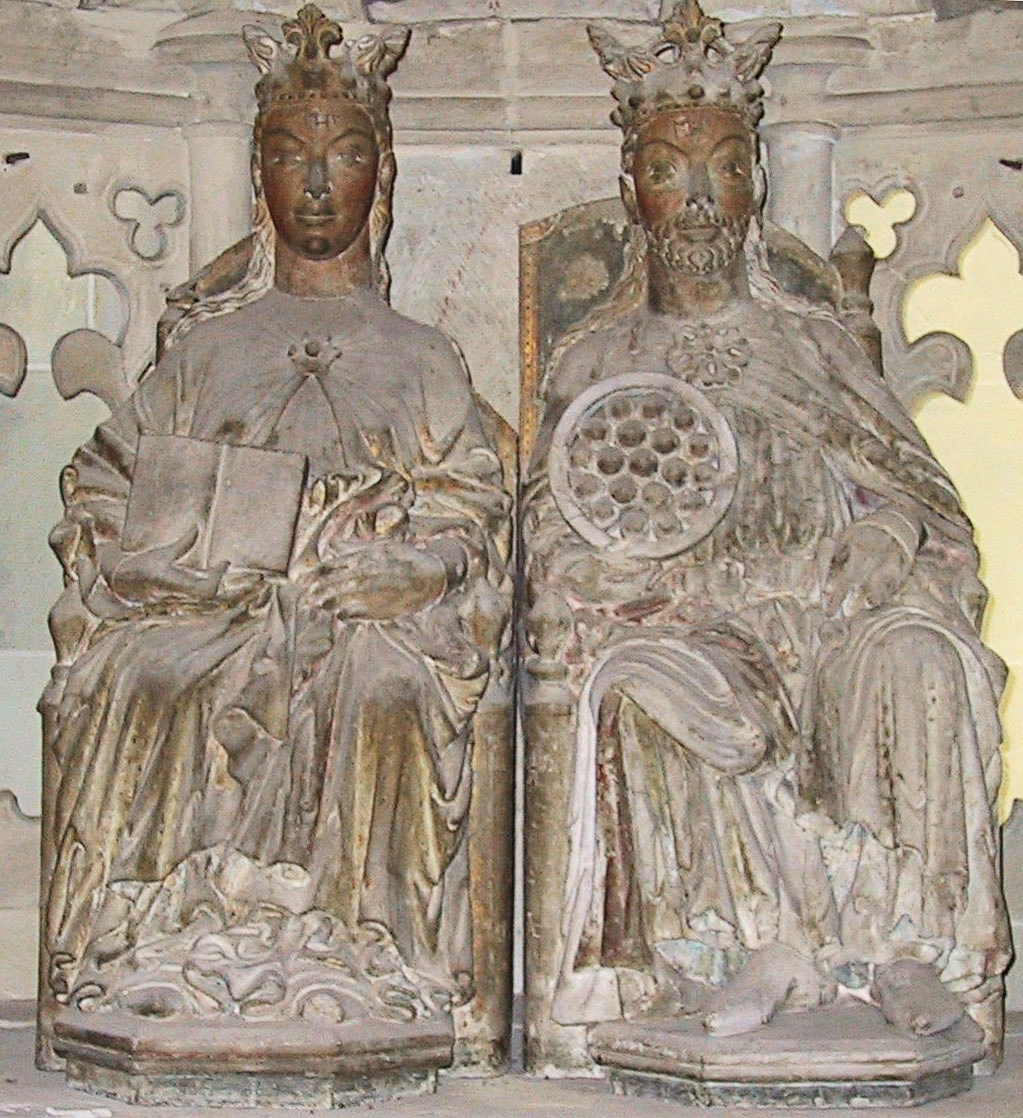
La Pareja real (Herrscherpaar).

A pesar de los pillajes y saqueos a los que fue sometida, la catedral de Magdeburgo es rica en representaciones artísticas, abarcando un amplio abanico de objetos y elementos que van desde la antigüedad hasta el arte contemporáneo. A continuación se presenta una selección de las piezas más destacadas. Los objetos se presentan de forma aproximada por orden de antigüedad.
- Antiguos pilares de mármol, pórfido y granito usados en el ábside que originariamente pertenecían a edificios de Rávena y que fueron transportados hasta Magdeburgo para construir la primera iglesia en 937.
- La Pila bautismal hecha de pórfido procedente de algún lugar cercano a Asuán (Egipto). Originalmente fue usada como una fuente con un orificio en el centro. El objeto tiene una antigüedad de miles de años y aún es usado hoy en día para suministrar el sacramento del bautismo.
- La tumba de Otón I, emperador del Sacro Imperio Romano Germánico a partir de 973. Durante una exhumación realizada en 1844 se descubrió que el sarcófago contenía un esqueleto y algunas ropas, pero todo había sido saqueado, presuntamente durante la Guerra de los Treinta Años.
- La escultura representando a San Mauricio, de 1250 aproximadamente, es la primera representación de etnia africana en el arte centroeuropeo, mostrando claramente las características étnicas, como por ejemplo la ancha nariz. La figura no se conserva entera.
- La escultura de santa Catalina, también procedente de 1250 aproximadamente, fue creada por el mismo artista que la escultura de San Mauricio.
- La Pareja Real (Herrscherpaar) en la capilla de dieciséis lados (también fechada de 1250 aproximadamente) es una escultura muy realista y con expresiones muy naturales. Se desconoce la identidad de la pareja, pero podría representar al emperador Otón I y su esposa Editha o incluso a Jesucristo en el cielo con su «esposa» la Iglesia.
- Las esculturas de las cinco vírgenes sabias y las cinco necias (representando a las diez vírgenes que aparecen en la parábola del Evangelio de Mateo), que datan también del año 1250 aproximadamente. Se trata de la pieza artística más importante con la que cuenta la catedral. Las cinco vírgenes sabias están preparadas y llevan aceite a la boda, mientras que las necias no están preparadas ni llevan el aceite. Por lo tanto, en el momento en que llegan los novios, deben ir a buscar el aceite para sus lámparas y llegan al banquete cuando ya se han cerrado las puertas. El desconocido autor de las esculturas muestra magistralmente las emociones en los rostros y junto con el lenguaje corporal de las muchachas, se aprecian  expresiones mucho más realistas de lo que era habitual en la época. Todas las figuras son distintas y tienen rasgos eslavos. Las esculturas se encuentran en el exterior de la entrada norte al transepto.
- Los asientos del coro, que datan de 1363, están magistralmente labrados y muestran episodios de la vida de Jesús. El desconocido autor es a su vez el autor del coro de la Catedral de San Pedro de Bremen.
- El Magdeburger Ehrenmal de Ernst Barlach fue encargado como un monumento a los héroes caídos en la guerra, pero debido a su participación como voluntario en la Primera Guerra Mundial, Barlach se posicionó en contra de la guerra, por lo que mostró el sufrimiento y dolor de esta. Esto provocó gran controversia, y el monumento estuvo a punto de ser destruido. El lugar frente a la escultura sirvió de punto de reunión para el inicio de las Manifestaciones de los lunes.
- El Lebensbaumkruzifix (literalmente: Árbol de la cruz de la vida) es una escultura de bronce pintado de 1988 que muestra a Jesús clavado en un árbol en lugar de en la cruz. Jesús está sujeto al árbol tan solo por sus manos y pies. La escultura fue concebida para ser contemplada no solo desde la parte frontal, sino desde todos los lados de la misma. Todo el árbol se muestra sin vida, excepto en una pequeña hoja que brota de allí donde ha goteado sangre de Jesús. El artista, el profesor Jürgen Weber, quiso que la escultura se situara en un lugar central cerca del altar, pero en contra de sus deseos fue colocada en el lado sur del transepto.